# 회중 시계

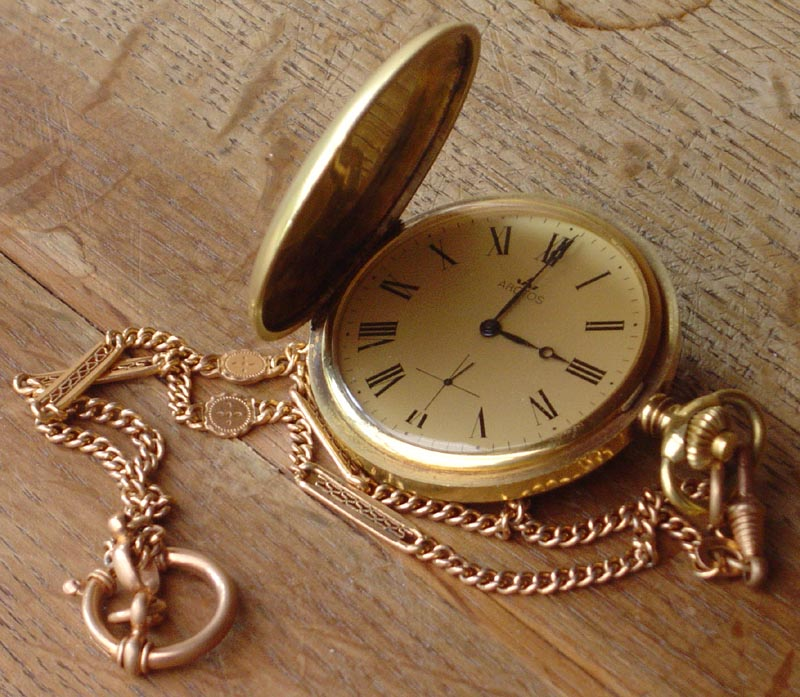
회중 시계

회중 시계(懷中時計)는 주머니나 가방에 넣고 다니는 소형 휴대용 시계이며, 포켓 워치(pocket watch)라고도 한다.

## 역사
최초의 회중시계는 14세기에 만들어졌다. 이 시계는 오차가 매우 컸는데 16세기 직진식 탈진기가 채용되어 오차가 크게 줄어들었다.

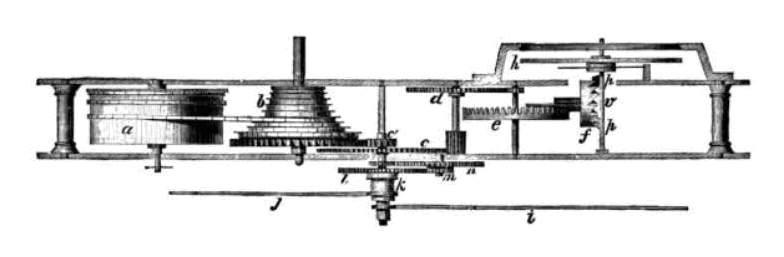
1700년대 회중시계 단면

## 종류
포켓 워치에는 헌터 케이스 포켓 워치와 오픈 포켓 포켓 워치의 두 가지 주요 스타일이 있다.

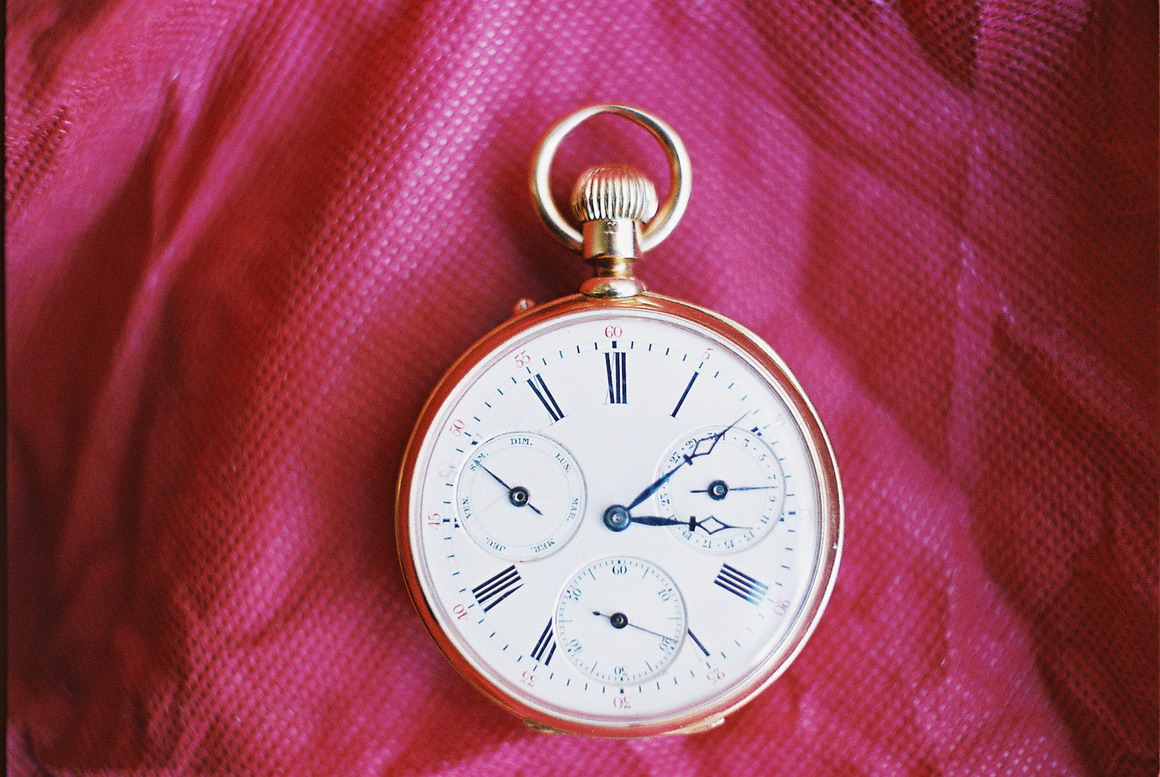
어느 폴란드 시계 제조업자가 만든 오픈페이스 포켓 시계 Franciszek Czapek. 1876.

### 헌터 케이스
헌터 케이스 포켓 워치는 스프링 힌지 원형 금속 뚜껑 또는 덮개가 있는 케이스를 적용해 시계 다이얼과 크리스탈을 먼지, 긁힘 및 기타 손상으로부터 보호한다. 명칭은 영국에서 유래한 것으로 "여우 사냥꾼들은 한 손으로 시계를 열고 시간을 읽을 수 있고 다른 한편으로는 사냥꾼"(말)의 고삐를 잡고 있는 것이 편리하다는 것을 알았다”라는 것에서 나왔다.

### 오픈 페이스
직면 개방 또는 레핑 종류의 시계 케이스는 액정을 보호하는 메탈 커버를 결여하는 것을 말하는 것이다. 개방형 시계의 펜던트는 12:00에, 보조 초 다이얼은 6:00에 있는 것이 일반적이다. 때때로, 사냥용 케이스를 위한 시계 무브먼트는 오픈 케이스이다.

## 인기가 줄어든 이유
현대에는 회중 시계 대신 손목시계를 사용한다. 그러나 20세기 초까지는 회중 시계를 사용하는 사람들이 지배적이었다. 회중 시계가 제1차 세계 대전부터 손목 시계로 대체되기 시작하였는데 전투 현장의 장교들은 손목에 착용 한 시계가 주머니에 든 시계보다 더 쉽게 사용할 수 있다는 것을 인식하였다. 또한 최근에 휴대 전화 및 허리에 착용하는 다른 장치의 출현으로, 특히 주머니가 있어야 하는 장치는 일반적으로 시간을 유지하는 기능을 가지고 있기 때문에 같은 위치에 회중 시계를 가지고 다니는 필요가 사라졌다.